# ダナン国際空港
ダナン国際空港（ダナンこくさいくうこう、ベトナム語: Cảng hàng không quốc tế Đà Nẵng/港航空國際沱㶞, 英: Da Nang International Airport）は、ベトナム社会主義共和国中部のダナン市にある国際空港。
2024年には、スカイトラックス（Skytrax）が発表した「世界の空港トップ100」で94位となった。また、完成すればベトナム初となるスマートターミナル開発にも取り組む。

## 歴史
ベトナム戦争の際には、アメリカ空軍の北ベトナムへの北爆の前線基地となった。また、密林を取り払うために、爆撃機に積む枯葉剤の備蓄がされていたので、漏れだした枯葉剤の汚染が2013年現在でも除去出来ず、枯葉剤で土壌汚染された場所は、表層をコンクリートで固めて、飛散防止をしている。
枯葉剤土壌汚染問題は、長年放置されてきたが、2012年から、アメリカ合衆国政府の直接資金援助（アメリカ合衆国国際開発庁）により除染作業に着手。6年の歳月と約1億1000万ドルの費用をかけて2018年に終了した。
2017年5月9日、国際線用の第2ターミナルが開業した。

## 就航航空会社と就航都市
| 航空会社                     | 就航地                                                                                     | ターミナル |
| ---------------------------- | ------------------------------------------------------------------------------------------ | ---------- |
| ベトナム航空                 | ハノイ、ホーチミン、ハイフォン、バンメトート、ニャチャン、ダラット、カントー               | T1         |
| ベトナム航空                 | 広州、ソウル/仁川、東京/成田、大阪/関西                                                    | T2         |
| ベトジェットエア             | ハノイ、ホーチミン、ハイフォン、バンメトート、ニャチャン、ダラット、カントー、フーコック島 | T1         |
| ベトジェットエア             | 香港、釜山、大邱、ソウル/仁川、シンガポール、クアラルンプール                              | T2         |
| バンブー・エアウェイズ       | ハノイ、ホーチミン、ハイフォン、ダラット、フーコック島                                     | T1         |
| バンブー・エアウェイズ       | 高雄                                                                                       | T2         |
| カンボジア・アンコール航空   | シェムリアップ                                                                             | T2         |
| タイ・エアアジア             | バンコク/ドンムアン、チェンマイ                                                            | T2         |
| タイ・ベトジェットエア       | バンコク/スワンナプーム                                                                    | T2         |
| ラオス航空                   | ヴィエンチャン                                                                             | T2         |
| エアアジア                   | クアラルンプール                                                                           | T2         |
| バティック・エア・マレーシア | クアラルンプール                                                                           | T2         |
| シンガポール航空             | シンガポール                                                                               | T2         |
| スクート                     | シンガポール(2025年10月20日より運航開始予定)                                               | T2         |
| フィリピン航空               | マニラ                                                                                     | T2         |
| 香港エクスプレス             | 香港                                                                                       | T2         |
| マカオ航空                   | マカオ                                                                                     | T2         |
| チャイナエアライン           | 台北/桃園                                                                                  | T2         |
| エバー航空                   | 台北/桃園                                                                                  | T2         |
| スターラックス航空           | 台北/桃園                                                                                  | T2         |
| タイガーエア台湾             | 台北/桃園、高雄                                                                            | T2         |
| 大韓航空                     | ソウル/仁川、釜山                                                                          | T2         |
| アシアナ航空                 | ソウル/仁川、釜山(2025年9月1日より運航再開予定)                                            | T2         |
| ジンエアー                   | ソウル/仁川 、釜山                                                                         | T2         |
| チェジュ航空                 | ソウル/仁川 、釜山                                                                         | T2         |
| ティーウェイ航空             | ソウル/仁川、清州、大邱                                                                    | T2         |
| エアプサン                   | ソウル/仁川 、釜山、                                                                       | T2         |
| エミレーツ航空               | ドバイ(バンコク/スワンナプーム経由)、バンコク/スワンナプーム                               |            |

2023年7月現在

## 交通
- 路線バス No.6, 10, 12[9]
- タクシー